# Río Soldón
El río Soldón es un corto río gallego, un afluente de la margen derecha del río Sil que tiene todo su curso en la provincia de Lugo.

## Etimología
Este río toma su nombre del pequeño lugar de Soldón, en el municipio de Quiroga, en su curso alto. Soldón también se llama la pequeña aldea situada en el punto donde el río vierte sus aguas al Sil.

## Recorrido
Nace a 1.160 m de altura, en la Sierra dos Cabalos, en el Concello de Quiroga, atravesando este municipio, en un recorrido de 20 km, para unirse al Sil en Soldón. Su cuenca tiene un área de 93 km², y su caudal medio es de 2,6 m³/s. Tiene como afluentes arroyos de montaña, entre los que destaca el Rego do Montouto.